# U ime naroda (lajv)
U ime naroda je prvi uživo album popularnog jugoslovenskog i srpskog rok/hard rok sastava Riblja čorba. Album je snimljen 1982. godine sa koncerta u Hali Pionir 1982. u Beogradu.

## Spisak pesama
1. Vidiš da sam gadan kad sam tebe gladan (R. Kojić, B. Đorđević) — 3:14
2. Prevara (M. Aleksić, M. Milatović, B. Đorđević) — 3:35
3. Egoista (B. Đorđević) — 2:09
4. Ostaću slobodan (M. Aleksić, B. Đorđević) — 3:09
5. Dva dinara, druže (M. Bajagić, B. Đorđević) — 5:46
6. Nemoj, srećo, nemoj danas (M. Bajagić, B. Đorđević) — 4:10
7. Evo ti za taksi (M. Bajagić, B. Đorđević) — 3:27
8. Ostani đubre do kraja (M. Aleksić, B. Đorđević) — 5:03
9. Vetar duva, duva, duva (B. Đorđević) — 1:44
10. Lutka sa naslovne strane (B. Đorđević) — 4:32
11. Neću da ispadnem životinja (B. Đorđević) — 3:52
12. Volim, volim, volim žene (B. Đorđević) — 3:30

## Spoljašnje veze
- U ime naroda (Čorba u živo) (master) na sajtu  (jezik: engleski)

1. ↑  U ime naroda на веб-сајту